# لاتينية متأخرة
اللاتينية المتأخرة (باللاتينية: Latinitas serior)، (بالإنجليزية: Late Latin) هو الاسم العلمي للغة اللاتينية المكتوبة التي تعود إلى العصور القديمة المتأخرة، وتحدد تعاريف قواميس اللغة الإنجليزية فترة اللاتينية المتأخرة تاريخيًا بين القرنين الثالث والسادس للميلاد، مع استمرارها خلال القرن السابع في شبه الجزيرة الإيبيرية. وقد استُخدمت هذه النسخة ذات التعريف الملتبس بطريقة ما من اللغة اللاتينية بين عصرَي اللاتينية الكلاسيكية واللاتينية القروسطية. ما من إجماع علمي حول التاريخ الدقيق لنهاية اللاتينية الكلاسيكية أو بداية اللاتينية القروسطية، غير أن اللاتينية المتأخرة تتميز (مع وجود اختلافات وجدالات) بأسلوب خاص محدد.
لكونها لغة مكتوبة، تختلف اللاتينية المتأخرة عن اللاتينية العامية، وقد قامت الأخيرة مقام سلف للغات الرومنسية. وعلى الرغم من أن اللاتينية المتأخرة تُظهر ارتفاعًا مفاجئًا في استخدام مفردات اللاتينية العامية وبنائها، تظل كلاسيكية إلى حد كبير في ملامحها الإجمالية، تبعًا للكاتب الذي يستخدمها. بعض كتابات اللاتينية المتأخرة يميل إلى النزعة الأدبية والكلاسيكية، في حين يميل بعضها الآخر إلى اللغة المحلية. إضافة إلى ذلك، لا تتطابق اللاتينية المتأخرة مع اللاتينية الآبائية المسيحية، التي استُخدمت في الكتابات اللاهوتية لدى الآباء المسيحيين الأوائل. في حين استخدمت الكتابات المسيحية فرعًا من اللاتينية القديمة، فقد توسع الوثنيون في الكتابة باللاتينية المتأخرة، لا سيما في أوائل تلك الفترة.
تشكلت اللاتينية المتأخرة حين استُوعبت أعداد كبيرة من المرتزقة الذين كانوا ينتمون إلى شعوب ناطقة باللاتينية على حدود الإمبراطورية، وكان نهوض المسيحية يسبب شقاقًا كبيرًا في المجتمع الروماني، ما زاد الحاجة إلى لغة معيارية من أجل التواصل بين السجلات الاجتماعية الاقتصادية المختلفة والمناطق المترامية للإمبراطورية الآخذة بالاتساع. وقد تطورت لغة محكية جديدة وأوسع استخدامًا بالاعتماد على عناصر رئيسية هي: اللاتينية الكلاسيكية واللاتينية المسيحية، التي كانت تضم اللغة المحكية المألوفة (باللاتينية: sermo humilis) التي يخاطَب الناس بواسطتها، وجميع اللهجات المتنوعة للاتينية العامية. وكتب عالم اللغويات أنتوان مييه يقول: «دون أن تدخل تعديلات كبيرة على المظهر الخارجي للغة، أصبحت اللاتينية لغة جديدة في سياق العهد الإمبراطوري»، وقال أيضًا: «وإذ قامت مقام نوع من لغة التواصل المشترك لإمبراطورية واسعة، مالت اللاتينية إلى أن تكون أكثر بساطة، وتحافظ على ما فيها من عناصر اعتيادية فوق كل شيء آخر».

## أساليب البناء وفقًا لفقه اللغة

### اللاتينية المتأخرة وما بعد الكلاسيكية
لا تُعتبر اللاتينية المتأخرة ولا العصور القديمة المتأخرة من المصطلحات أو المفاهيم الحديثة، ولا هي سحيقة القدم في الوقت نفسه، وما يزال منشأها غير متفق عليه. ثمة ملاحظة في مجلة هاربرز نيو مونثلي ماغازين (بالإنجليزية: Harper's New Monthly Magazine) من منشورات معجم فرويند للغة اللاتينية الخاص بأندروز عام 1850 تذكر أن القاموس يقسم اللغة اللاتينية إلى ما قبل كلاسيكية وكلاسيكية وشيشرونية وأغسطية وما بعد أغسطية وما بعد كلاسيكية أو متأخرة، ما يشير إلى أن المصطلح كان بالفعل قيد الاستخدام المهني من قِبل الكلاسيكيين الإنجليز في أوائل القرن التاسع عشر. ويمكن أيضًا العثور على أمثلة للاستخدام الإنجليزي العامي للمصطلح تعود إلى القرن الثامن عشر. وقد تداولت الإنجليزية مصطلح العصور القديمة المتأخرة الذي يعني ما بعد الكلاسيكية وما قبل القرون الوسطى قبل ذلك الوقت بكثير.

### اللاتينية الإمبراطورية
تحدد الطبعة الأولى (1870) من كتاب فيلهلم زيغيزموند تويفل المعنون تاريخ الأدب الروماني فترة مبكرة هي العصر الذهبي والعصر الفضي ثم تتابع لتحدد عصورًا أخرى باستخدام السلالة الحاكمة أولًا ثم باستخدام القرن (انظر اللاتينية الكلاسيكية). وفي طبعات لاحقة، يصنف جميع الفترات وفقًا لثلاثة عناوين: الفترة الأولى (اللاتينية القديمة)، والفترة الثانية (العصر الذهبي)، والفترة الثالثة، وهي «العصر الإمبراطوري»، مقسمةً إلى العصر الفضي والقرن الثاني ثم القرون من الثالث إلى السادس، الأمر الذي كان بمثابة اعتراف باللاتينية المتأخرة، إذ كان يشير أحيانًا إلى الكتابات التي تعود إلى تلك الأزمنة بوصفها «متأخرة». واستمرت اللاتينية الإمبراطورية لتدخل الأدب الإنجليزي، إذ ذكرها كتاب فلاور المعنون تاريخ الأدب الروماني عام 1903.
ومع ذلك، ثمة مشاكل غير محلولة تتعلق ببداية اللاتينية الإمبراطورية ونهايتها. تُعد الفترة الأغسطية المستثناة نموذج الإمبراطورية من الناحية السياسية، ومع ذلك لا يمكن ربط أسلوبها بالعصر الفضي أو اللاتينية المتأخرة. وعلاوة على ذلك، في إيطاليا القرن السادس، كانت الإمبراطورية الرومانية قد توقفت عن الوجود، وساد حكم الملوك القوطيين. في ما بعد، أسقط مؤرخو الأدب اللاتيني مصطلح اللاتينية الإمبراطورية، رغم إمكانية رؤيته في بعض الأعمال الهامشية. امتد العصر الفضي لمدة قرن، أما القرون الأربعة الأخيرة فهي تمثل اللاتينية المتأخرة.